# 浜口美智子
浜口 美智子（はまぐち みちこ、12月28日 - ）は、日本のリポーター。TCP Artist所属。

## 人物
東京都出身。

## 過去出演番組
（出典：）
- 「MCTVオンライン」英語ナレーター（三菱商事社内ニュース）
- 「TAMAの元気印」リポーター（TTV）
- 「埼玉の偉人」リポーター（テプコケーブルテレビ）
- 「ちょっと寄りたいこんな店」リポーター（JCN船橋習志野）
- 「ラジオジャパン」公開生放送英語司会（NHK）
- 「南越谷阿波踊り2006」リポーター（テプコケーブルテレビ）
- 「きらめきいっぱいさいたま市」リポーター（TVS）
- 「オートオークション」ナレーター（JAA）

| スタブアイコン | サブスタブ | この項目は、まだ閲覧者の調べものの参照としては役立たない、人物に関連した書きかけの項目です。この項目を加筆・訂正などしてくださる協力者を求めています（P:人物伝/PJ:人物伝）。 |